# Стів Браян
Стів Браян (англ. Steve Bryan; нар. 10 серпня 1970) — колишній американський тенісист.
Найвищу одиночну позицію світового рейтингу — 80 місце досяг 20 червня, 1994, парну — 307 місце — 15 липня, 1991 року.
Найвищим досягненням на турнірах Великого шолома було 3 коло в одиночному розряді.

## Титули на челленджерах

### Одиночний розряд: (2)
| Ранг | Рік  | Турнір                    | Покриття | Суперник      | Рахунок  |
| ---- | ---- | ------------------------- | -------- | ------------- | -------- |
| 1.   | 1994 | Індіан-Веллс, США         | Тверде   | Олів'є Делетр | 6–3 ret. |
| 2.   | 1996 | Lexington Challenger, США | Тверде   | Нікола Бруно  | 6–2, 6–4 |